# Cumbres Mayores
Cumbres Mayores é um município da Espanha na província de Huelva, comunidade autónoma da Andaluzia, de área 122 km² com população de 1986 habitantes (2007) e densidade populacional de 16,45 hab/km².

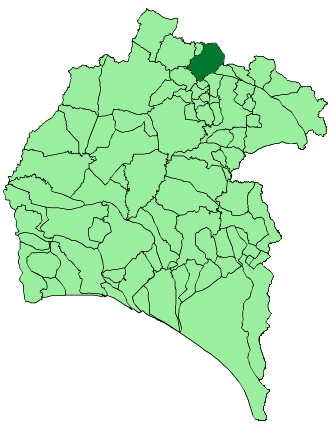
Localização de Cumbres Mayores

## Demografia
| Variação demográfica do município entre 1991 e 2004 | Variação demográfica do município entre 1991 e 2004 | Variação demográfica do município entre 1991 e 2004 | Variação demográfica do município entre 1991 e 2004 |
| --------------------------------------------------- | --------------------------------------------------- | --------------------------------------------------- | --------------------------------------------------- |
| 1991                                                | 1996                                                | 2001                                                | 2004                                                |
| 2230                                                | 2184                                                | 2060                                                | 2001                                                |